# Skärsätra gård

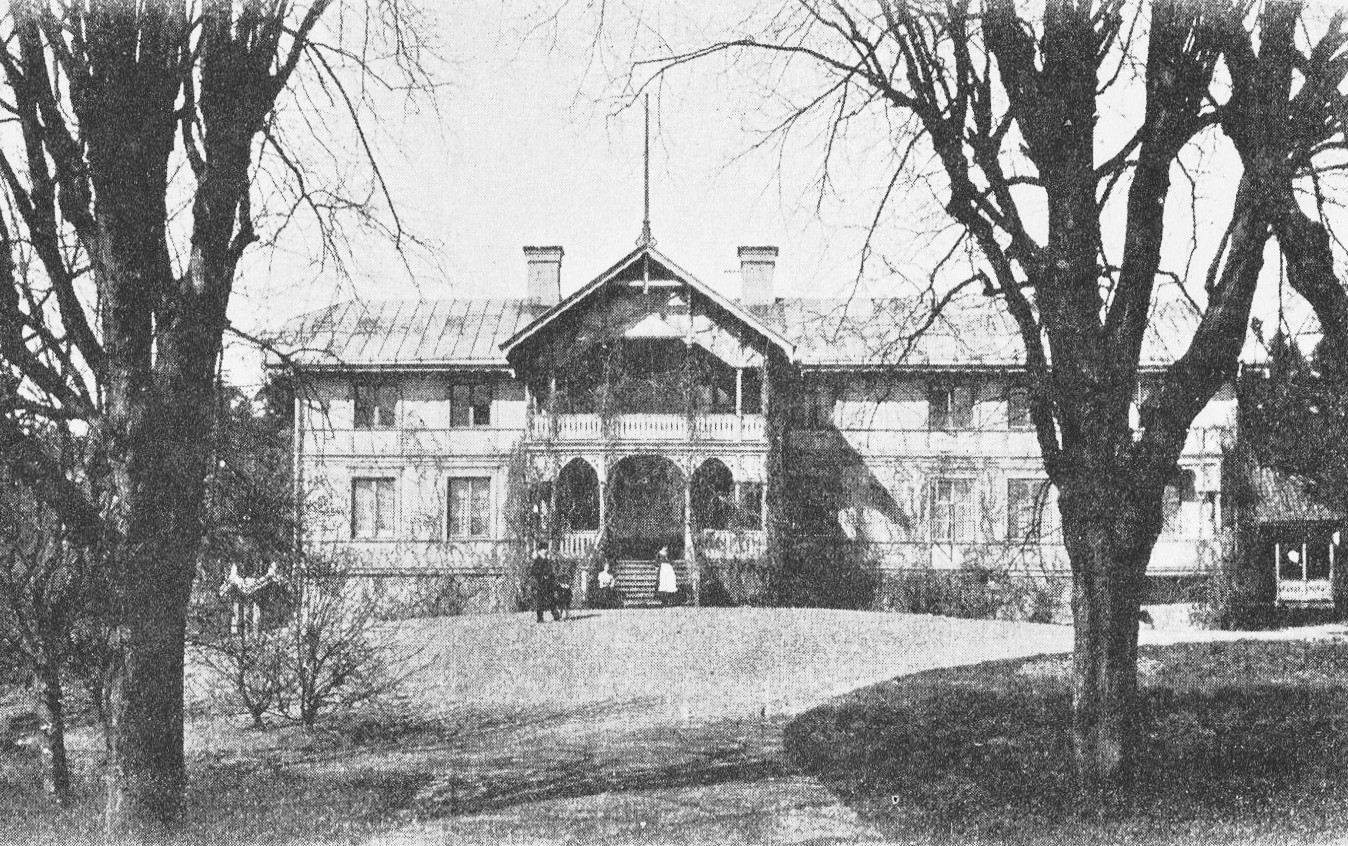
Skärsätra gård, huvudbyggnad sedd från söder, 1910-tal.

Skärsätra gård låg vid nuvarande Södra kungsvägen 162 i kommundelen Skärsätra i Lidingö kommun. Den tidigare mangården finns fortfarande kvar dock i ombyggt skick. Gården gav namn åt kommundelen Skärsätra.

## Historik

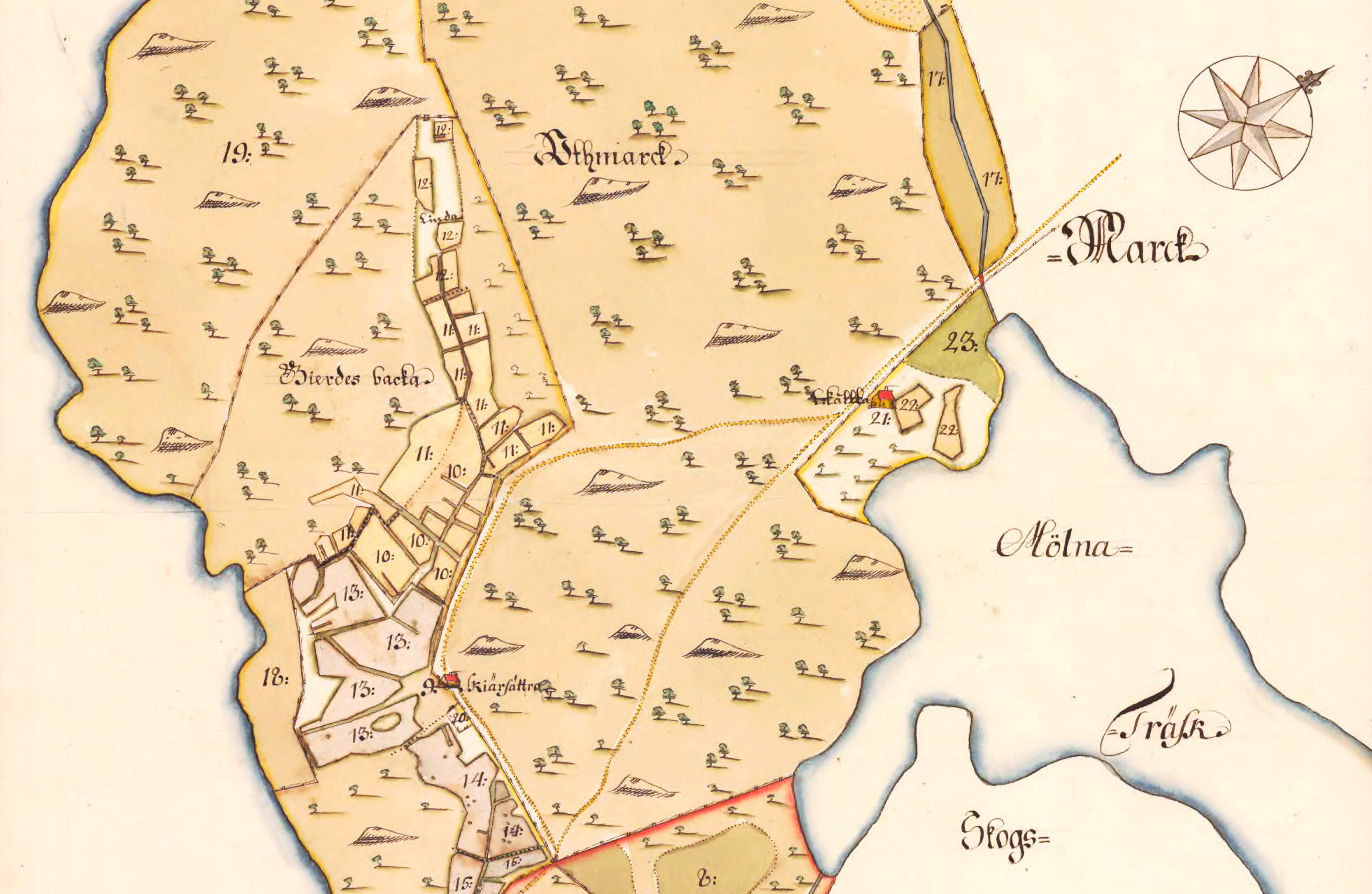
Skärsätra och Lilla Kottla 1720.

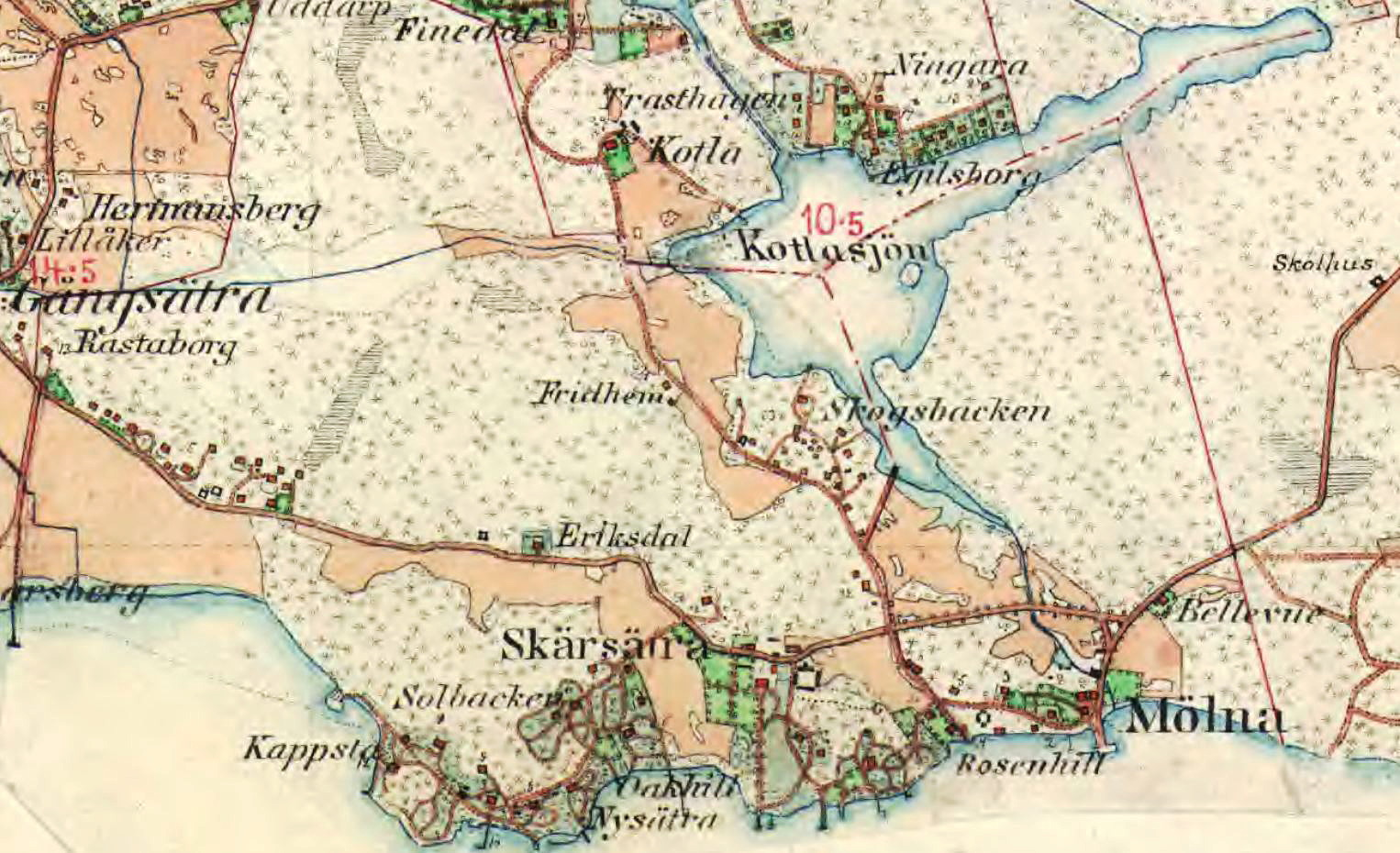
Skärsätra med omgivning 1901.

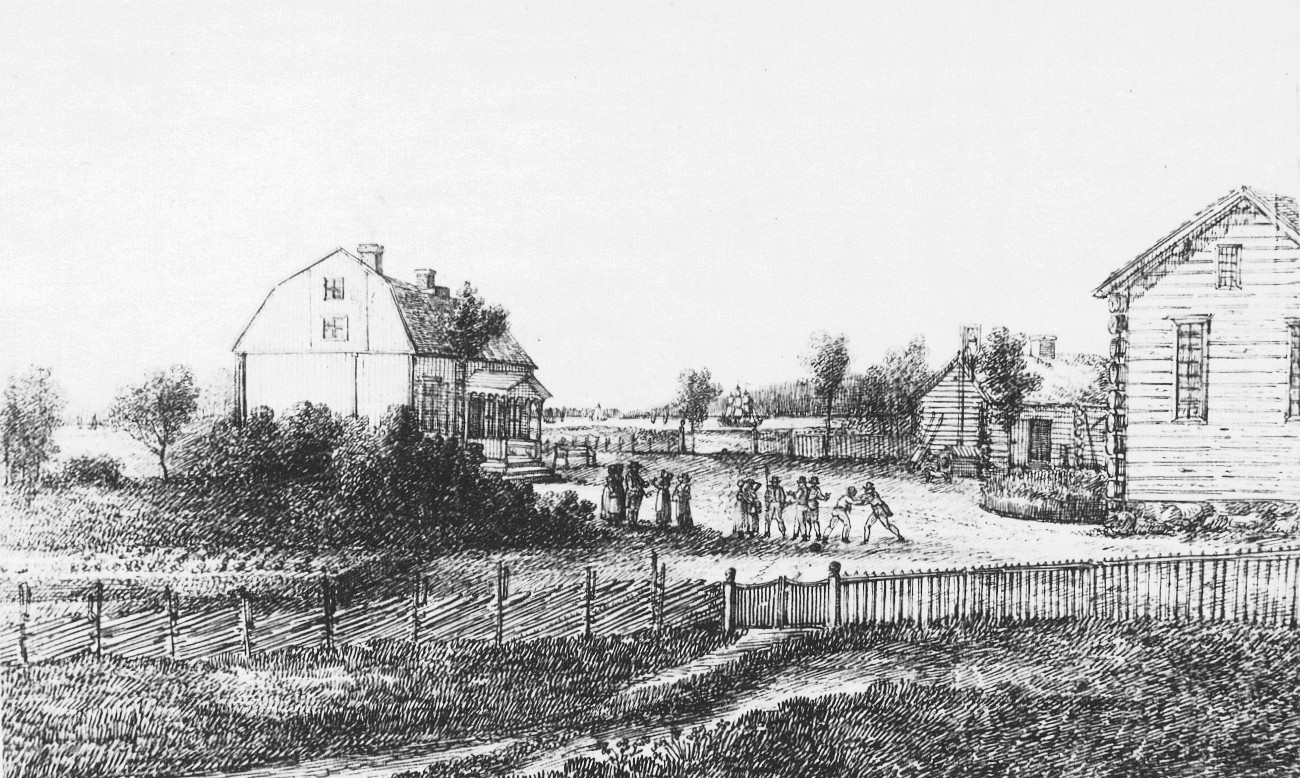
Gården på Cederholms teckning, 1816.

Namnet härrör troligen från att sätesgården låg mitt för Lilla Värtans ögrupp (skäret Fjäderholmarna) och att på det viset ortnamnet Skär-sättra uppkom. Enligt en annan uppfattning har Skärsätra inget att göra med Fjäderholmarna utan tolkas som "säte, ställe man slagit sig ner på, uppehållsort". Förleden "skär" kommer från "skerua" som är ett gammalt ord för skärv, alltså "stening mark med strödda stenar".
Skärsätra gård omnämns redan 1366 då det talas om Skärfwesätra på Lidingöön.  Stället omtalas även 1379 i ett medeltida köpebrev. Vid den tiden ägdes gården av Bo Johnsson (Grip) som under 1300-talets andra hälft förvärvat större delen av Lidingölandet. I Stockholms tänkeböcker från 1550 omnämns en Anders Larszonn i Skelffuesætter. 
I samband med avvecklingen av Djursholms fideikommiss som ägde ett 20-tal gårdar på Lidingön förvärvades Skärsätra 1774 av grosshandlaren Johan Schön. Han lät uppföra ny gårdsbebyggelse. Närmaste grannar var Gångsätra i väster, Kottla gård i norr och Mölna gård i öster. Till egendomen hörde även sydvästra delen av Kottlasjön.
På några teckningar upprättade 1816 av konstnären Axel Fredrik Cederholm syns gårdens huvudbebyggelse och den gamla landsvägen som sträckte sig mellan Mölna och Brevik (föregångaren till dagens Södra kungsvägen). Från gården gick en rak, cirka 260 meter lång, lindplanterad allé (nuvarande Näckrosstigen) ner mot Lilla Värtan där den slutade i gårdens brygga, senare benämnd Skärsätra Parkbrygga. Den trafikerades av Stockholms Ångslupsbolag med ångfartyg till och från Ropsten respektive Skeppsbron.
Mellan 1874 och 1886 ägdes Skärsätra av kabinettskammarherren Erling Ribbing och gården gästades längre tider av Gustaf V när han fortfarande var kronprins. Ribbing hade förvärvat egendomen för 80 000 kronor och började genast stycka gårdens mark för bebyggelse med villor och sommarnöjen. Bland köparna fanns ingenjören Gustaf Dalén som lät bygga både sin privata Villa Ekbacken och AGA:s fabriksanläggning på Skärsätras tidigare mark.

### Skärsätra Villaområde
Kring sekelskiftet 1900 tog omvandlingen från jordbruksmark till villatomter fart. 1907 köptes den 300 tunnland stora egendomen av ett konsortium som planerade bygga Skärsätra Villastad. Redan då fanns ett 70-tal villor i området. Till skillnad från andra villasamhällen på Lidingö ritades Skärsätra som ett kombinerat villa- och industrisamhälle. Villabebyggelse kom dock att dominera. Bland aktörerna fanns Skärsätra Egnahemsförening upa. Med en intensiv marknadsföring hade man 1910 lyckats sälja omkring 300 tomter i området som köptes huvudsakligen av händiga hantverkare vilka fungerade som sina egna byggherrar och byggmästare. Resultatet blev ett stort antal mindre trävillor, några av sommarstugekaraktär.

### Gårdens vidare öden
På ett fotografi från omkring 1910 syns gårdens huvudbyggnad med tidstypisk veranda i schweizerstil som tillkom under 1800-talets slut. Vid den tiden låg kontoret för villabolaget i byggnaden som hade till uppgift att saluföra Skärsätra Villastad. Gårdens huvudbyggnad finns fortfarande kvar likaså gårdens östra flygel. 
Skärsätras fruktträdgård sträckte sig väster om huvudbyggnaden och gårdens ekonomibyggnader i form av en ladugårdsfyrkant låg direkt öster om flygeln. De revs i omgångar och var på 1950-talet delvis kvar. Nuvarande lokalgatan Stallbacken påminner om dem. Mangårdsbyggnadens ursprungliga utseende förändrades kraftigt på 1960-talet, bland annat kortades huset i öster och verandan försvann. Huset liknar idag mera en vanlig villa. Flygeln, som kallas Bjällbo,  bevarar mer av sin ursprungliga karaktär. Ett flertal lindar från den ursprungliga allén är också bevarade. Före detta huvudbyggnaden (fastigheten Grammofonen 15) och flygeln (Grammofonen 16) är båda privatägda.

### Nutida bilder

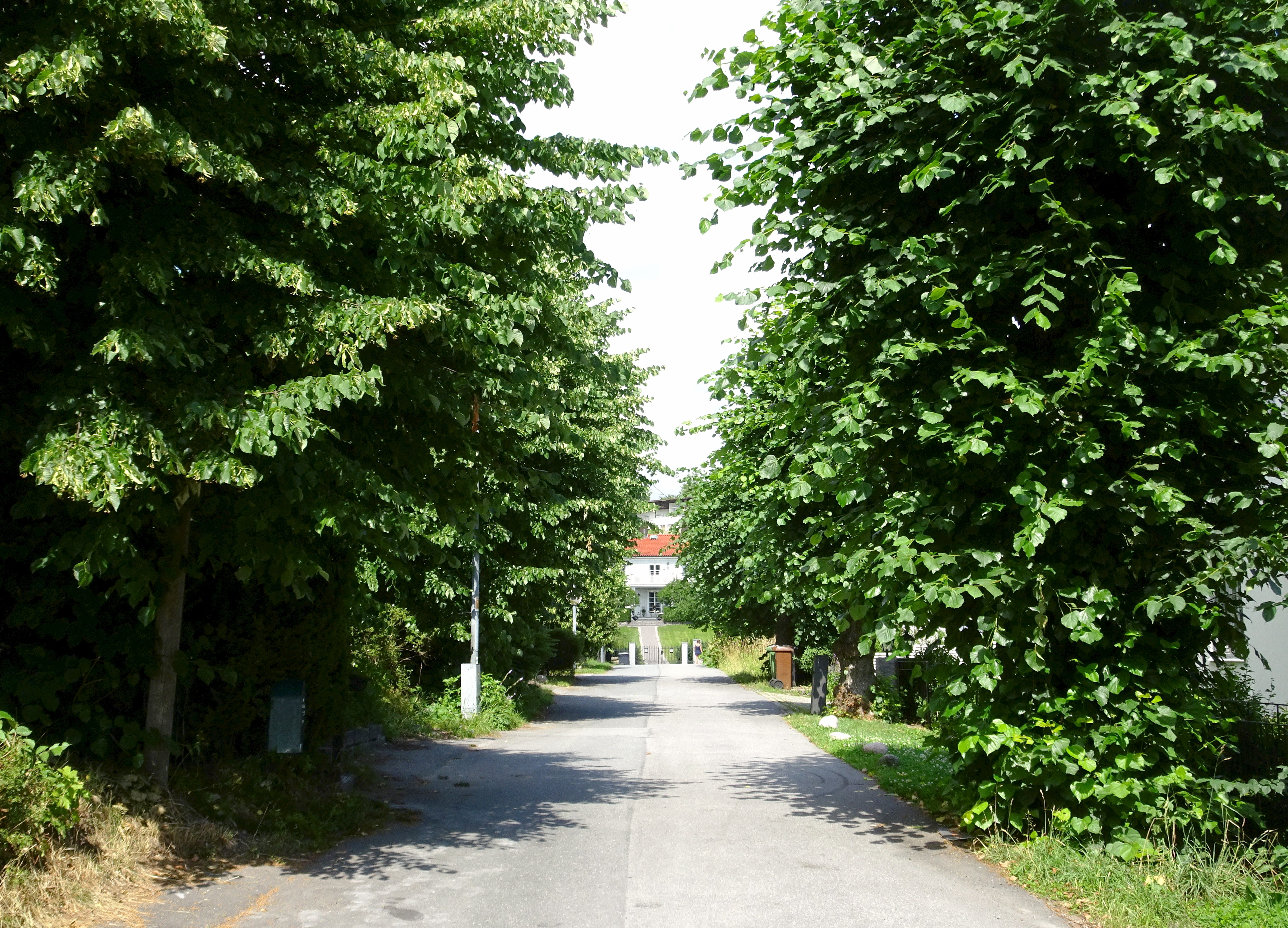
Gårdens lindallé (nuvarande Näckrossigen) mot norr.
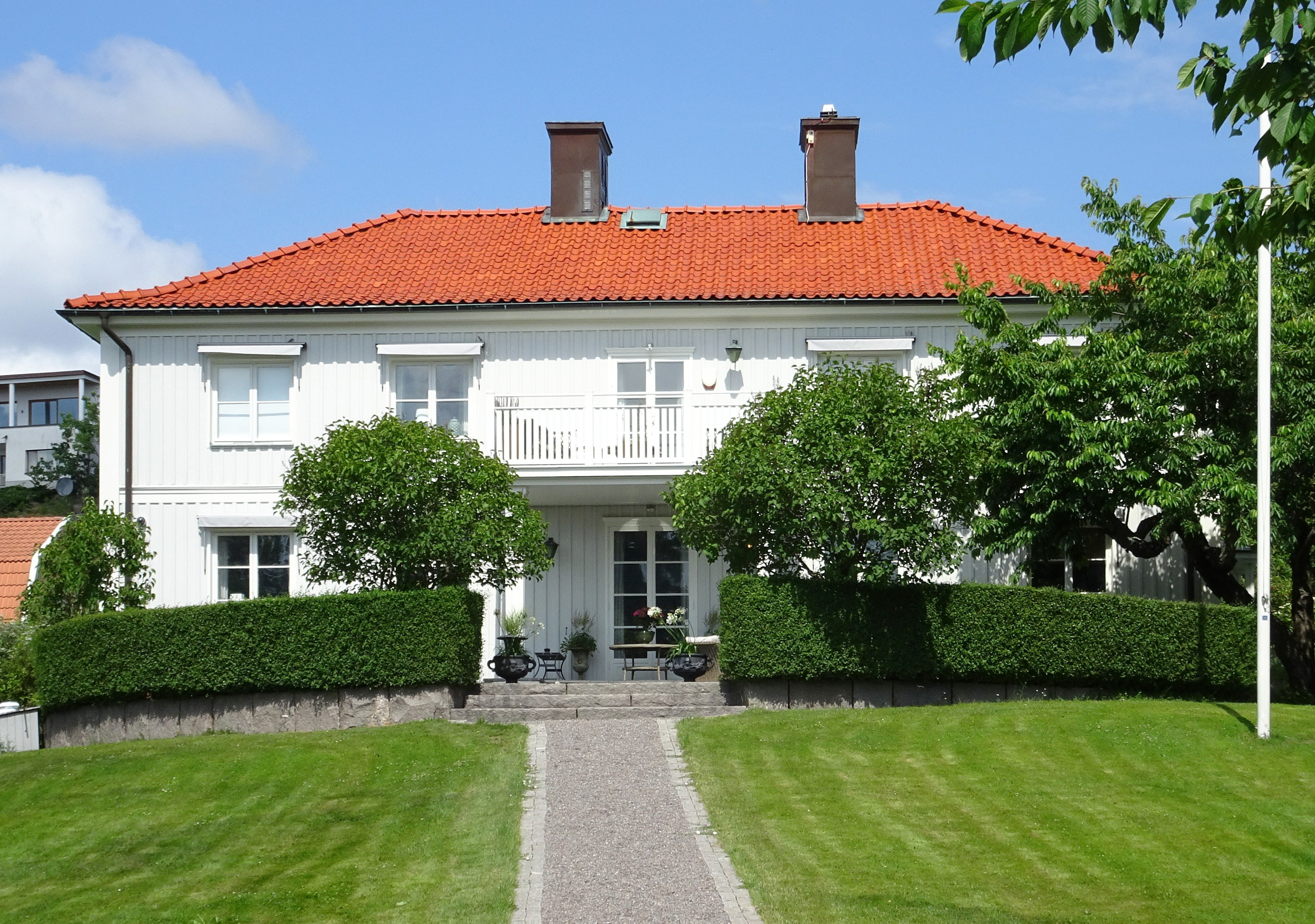
Huvudbyggnaden från söder.
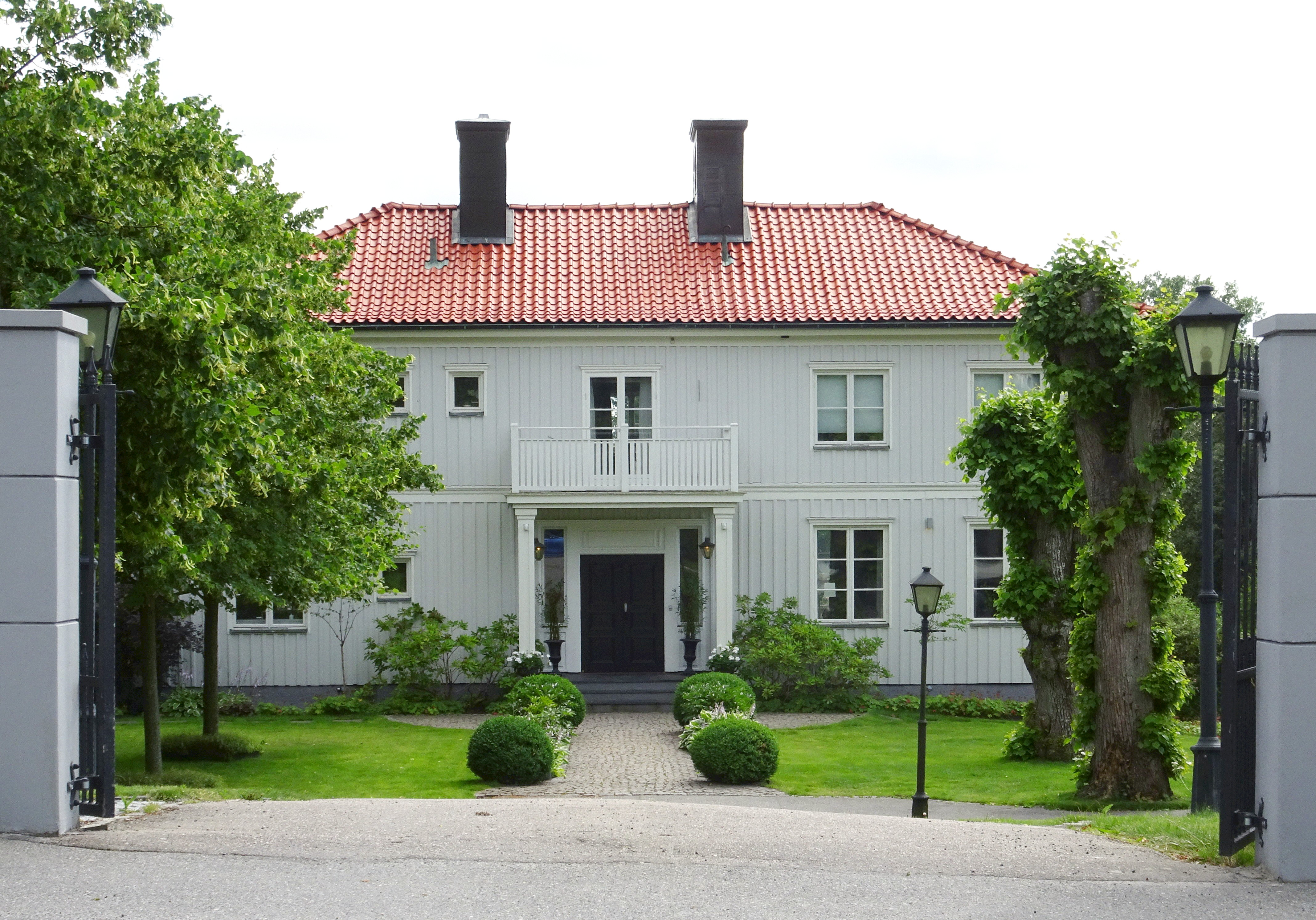
Huvudbyggnaden från norr.
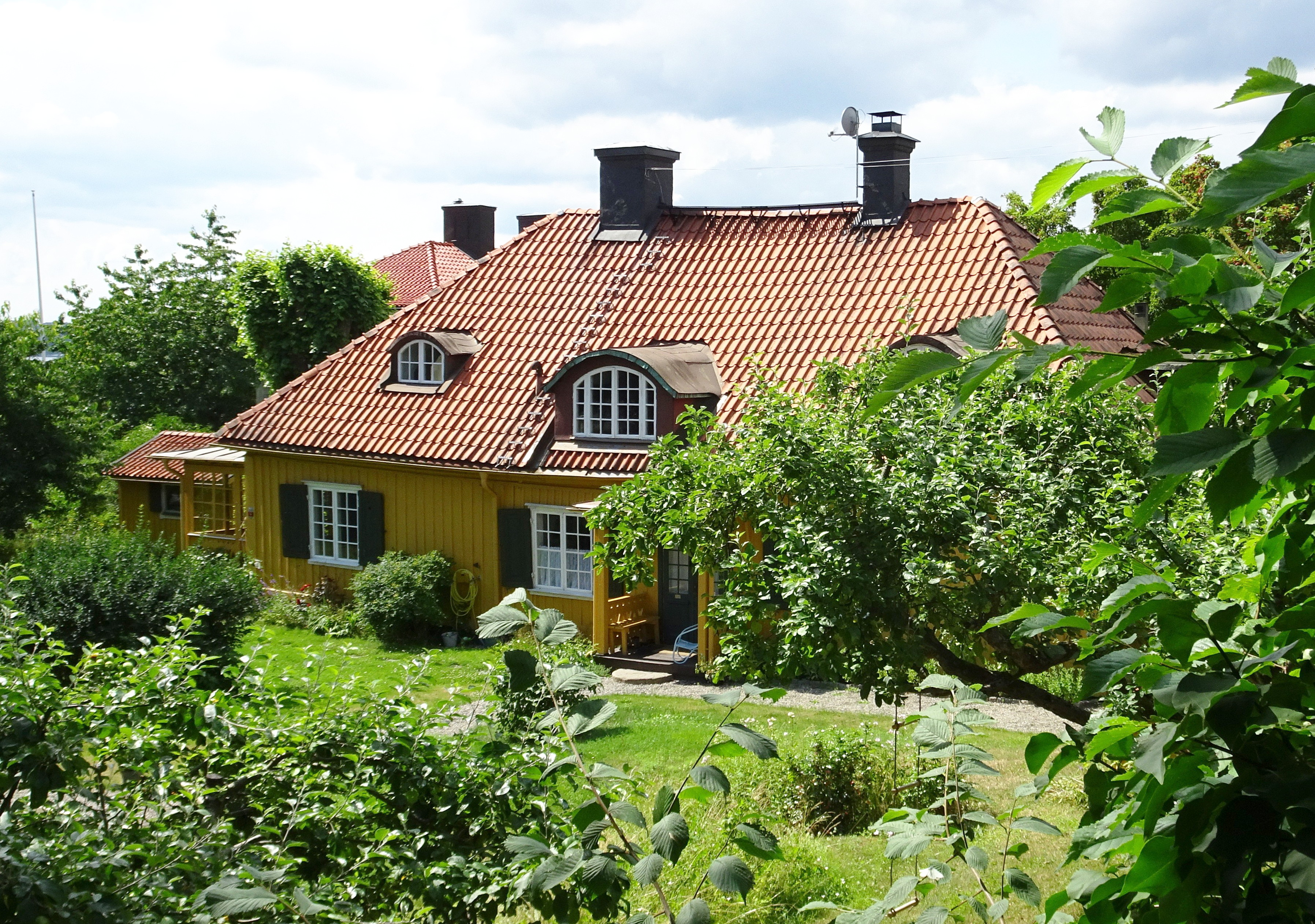
Östra flygeln.